# Onycocaris profunda
Onycocaris profunda is een garnalensoort uit de familie van de Palaemonidae. De wetenschappelijke naam van de soort is voor het eerst geldig gepubliceerd in 1985 door Bruce.